# Senecio sichotensis
Senecio sichotensis là một loài thực vật có hoa trong họ Cúc. Loài này được Kom. miêu tả khoa học đầu tiên năm 1926.